# Villanueva de la Concepción
Villanueva de la Concepción est une commune de la province de Malaga dans la communauté autonome d'Andalousie en Espagne.